# Anne-Dora Arnold
Anne-Dora Arnold (genannt Stina, geb. Volquardsen) (* 25. Dezember 1883 in Tondern; † 8. März 1971 in München) war eine deutsche Kunst- und Porträtmalerin.

## Leben
Anne-Dora Arnold, entstammte einem nordfriesischen Bauern- und Beamtengeschlecht; ihre Eltern waren Ingwert Friedrich Volquardsen, Hofbesitzer und Landvermesser und dessen Ehefrau Cecilie.
Sie wuchs in Husum auf; ihrem ursprünglichen Wunsch, Schauspielern zu werden, fehlte die Zustimmung ihres Vaters, allerdings billigte er eine Ausbildung zur Kunstmalerin. Sie begann darauf ihre Ausbildung in Berlin und setzte diese später auf der Damenakademie des Münchner Künstlerinnenvereins fort.
In München lernte sie den Simplicissmus-Zeichner Karl Arnold kennen, mit dem sie im Frühsommer 1909 in Oberammergau und Ende 1909, gemeinsam mit ihrer Schwester Anna Amalie (Malli) Volquardsen (1881–1967), im Hotel in der Rue Delambre 15 in Paris für drei Monate zusammenlebte; dort hielten sie sich im Bohème-Kreis des Café du Dôme auf, zu dem neben Albert Weisgerber auch Wilhelm Hausenstein gehörte. Während ihres Aufenthaltes in Paris schuf sie eigene Stadtlandschaften.
Nach der Heirat mit Karl Arnold am 19. Dezember 1911 in Flensburg zogen sie nach München, anfangs in die Jakob-Klar-Straße 11/II. Im Juli 1916 erfolgte der Umzug in die 6-Zimmer-Wohnung im Haus Amortstraße 1/I im Stadtteil Neuhausen-Nymphenburg. Während des Krieges zog die Familie wegen der Bombennächte nach Kronach und anschließend wieder zurück nach München.
Gemeinsam hatte das Paar vier Söhne:
- Peter Arnold (1912–1914);
- Fritz Arnold (1916–1999), Verlagslektor;
- Claus Arnold, Künstler;
- Hans Arnold, Diplomat.

Anne-Dora Arnold starb 1971 im Alter von 87 Jahren. Die Grabstätte der Eheleute befindet sich auf dem Münchner Nordfriedhof.
Im Familienbesitz sind neben den Arbeiten aus der Akademiezeit und den Bildern aus der Pariser Zeit vornehmlich Porträts der Familie und Kohlezeichnungen friesischer Köpfe erhalten geblieben.
Nach ihrem Tod wurde von 1971 bis 2011 ein großer Bestand an persönlichen Unterlagen, Skizzen und Fotografien durch die Familie Arnold dem Deutschen Kunstarchiv im Germanischen Nationalmuseum übergeben.

## Werke (Auswahl)
- Straße in Paris[5]